# Campeonato Nacional de Clubes da Segunda Divisão 1972
Die Campeonato Nacional de Clubes da Segunda Divisão 1972 war die zweite Spielzeit der zweiten Fußball-Liga Brasiliens.

## Saisonverlauf
Der Wettbewerb startete am 10. September 1972 in seine neue Saison und endete am 17. Dezember 1972. Die Meisterschaft wurde vom nationalen Verband CBD ausgerichtet.
Am Ende der Saison konnte der Sampaio Corrêa FC die Meisterschaft feiern. Eine Qualifikation für die erste Liga 1973 war nicht vorgesehen. Indirekt stiegen vier Mannschaften in die erste Liga 1973 auf. In dieser wurde die Teilnehmerzahl von 26 auf 40 erhöht. Die Klubs América FC (RN), SE Tiradentes, Moto Club de São Luís und Fortaleza EC stiegen auf, dieses lag aber nicht an den Leistungen in der zweiten Liga, sondern ergab sich aus einer Bewertung des CBD.
Der Wettbewerb wurde in zwei Gruppenphasen und einem Finale eingeteilt.

## Teilnehmer
Es nahmen 23 Mannschaften am Wettbewerb teil. Diese stammten ausschließlich aus der Região Nordeste.
 Alagoas
- CS Alagoano
- AS São Domingos

 Bahia
- Alagoinhas AC
- Fluminense de Feira FC

 Ceará
- Calouros do Ar FC
- Fortaleza EC
- Guarany SC
- Maguari EC

 Maranhão
- Ferroviário EC (MA)
- Moto Club de São Luís
- Sampaio Corrêa FC

 Paraíba
- Botafogo FC (PB)
- Campinense Clube

 Pernambuco
- América FC (PE)
- Central SC
- Clube Ferroviário do Recife

 Piauí
- EC Flamengo
- Ríver AC
- SE Tiradentes

 Rio Grande do Norte
- Alecrim FC
- América FC (RN)

 Sergipe
- AD Confiança
- AO Itabaiana

## Modus
Punktevergabe
- 1. Größere Anzahl von Punkten
- 2. Anzahl von Siegen
- 3. Bessere Tordifferenz
- 4. Anzahl von Tore
- 5. Anzahl Gegentore
- 6. Direkter Vergleich

## 1. Runde
In der ersten Runde wurden die 23 Teilnehmer in vier Gruppen aufgeteilt. Die Gruppen bestanden aus fünf bis sechs Klubs. Alle Teilnehmer spielten in ihren Gruppen in Hin- und Rückspiel gegen alle Teilnehmer einer Gruppe. Der Gruppensieger und der Tabellenzweite zogen in die zweite Runde ein.
In der Phase fielen in 109 Spielen 259 Tore.

### Gruppe A
| Pl. | Verein                | Sp. | S | U | N | Tore    | Diff. | Punkte |
| --- | --------------------- | --- | - | - | - | ------- | ----- | ------ |
| 1.  | Sampaio Corrêa FC     | 10  | 5 | 3 | 2 | 012:400 | +8    | 13     |
| 2.  | SE Tiradentes         | 10  | 4 | 4 | 2 | 013:900 | +4    | 12     |
| 3.  | Moto Club de São Luís | 10  | 4 | 4 | 2 | 007:600 | +1    | 12     |
| 4.  | Fortaleza EC          | 10  | 5 | 1 | 4 | 009:900 | ±0    | 11     |
| 5.  | Guarany SC            | 10  | 2 | 2 | 6 | 008:150 | −7    | 06     |
| 6.  | EC Flamengo           | 10  | 1 | 4 | 5 | 009:140 | −5    | 06     |

### Gruppe B
| Pl. | Verein              | Sp. | S | U | N | Tore    | Diff. | Punkte |
| --- | ------------------- | --- | - | - | - | ------- | ----- | ------ |
| 1.  | Campinense Clube    | 10  | 7 | 0 | 3 | 020:900 | +11   | 14     |
| 2.  | América FC (RN)     | 10  | 5 | 3 | 2 | 015:100 | +5    | 13     |
| 3.  | Ríver AC            | 10  | 5 | 2 | 3 | 014:140 | ±0    | 12     |
| 4.  | Ferroviário EC (MA) | 10  | 4 | 4 | 2 | 012:900 | +3    | 12     |
| 5.  | Maguari EC          | 10  | 2 | 1 | 7 | 007:150 | −8    | 05     |
| 6.  | Calouros do Ar FC   | 10  | 2 | 1 | 7 | 011:220 | −11   | 05     |

### Gruppe C
| Pl. | Verein                      | Sp. | S | U | N | Tore    | Diff. | Punkte |
| --- | --------------------------- | --- | - | - | - | ------- | ----- | ------ |
| 1.  | CS Alagoano                 | 8   | 4 | 2 | 2 | 014:110 | +3    | 10     |
| 2.  | América FC (PE)             | 8   | 4 | 2 | 2 | 008:900 | −1    | 10     |
| 3.  | Botafogo FC (PB)            | 8   | 3 | 3 | 2 | 013:800 | +5    | 09     |
| 4.  | Alecrim FC                  | 8   | 1 | 4 | 3 | 010:120 | −2    | 06     |
| 5.  | Clube Ferroviário do Recife | 8   | 2 | 2 | 4 | 007:120 | −5    | 06     |

### Gruppe D
Fluminense de Feira FC und der AS São Domingos trugen ihr Rückspiel nicht mehr aus, da sie keine Möglichkeit der Qualifikation für die zweite Runde mehr hatten.
| Pl. | Verein                 | Sp. | S | U | N | Tore    | Diff. | Punkte |
| --- | ---------------------- | --- | - | - | - | ------- | ----- | ------ |
| 1.  | Alagoinhas AC          | 10  | 8 | 2 | 0 | 018:400 | +14   | 18     |
| 2.  | AO Itabaiana           | 10  | 4 | 3 | 3 | 013:100 | +3    | 11     |
| 3.  | Central SC             | 10  | 3 | 5 | 2 | 008:600 | +2    | 11     |
| 4.  | AD Confiança           | 10  | 2 | 3 | 5 | 010:150 | −5    | 07     |
| 5.  | Fluminense de Feira FC | 9   | 1 | 5 | 3 | 009:160 | −7    | 07     |
| 6.  | AS São Domingos        | 9   | 1 | 2 | 6 | 009:160 | −7    | 04     |

## Runde 2
Hier trafen die acht qualifizierten Klubs der ersten Runde in zwei Gruppen zu je viert aufeinander. In den Gruppen spielten diese Hin- und Rückspiele gegen jeden Teilnehmer. Die beste Mannschaft jeder Gruppe zog ins Finale ein.
In der Phase fielen in 24 Spielen 42 Tore.

### Gruppe E
| Pl. | Verein            | Sp. | S | U | N | Tore    | Diff. | Punkte |
| --- | ----------------- | --- | - | - | - | ------- | ----- | ------ |
| 1.  | Sampaio Corrêa FC | 6   | 3 | 2 | 1 | 006:300 | +3    | 08     |
| 2.  | SE Tiradentes     | 6   | 3 | 2 | 1 | 006:300 | +3    | 08     |
| 3.  | Alagoinhas AC     | 6   | 1 | 2 | 3 | 002:500 | −3    | 04     |
| 4.  | AO Itabaiana      | 6   | 1 | 2 | 3 | 002:500 | −3    | 04     |

### Gruppe F
| Pl. | Verein           | Sp. | S | U | N | Tore    | Diff. | Punkte |
| --- | ---------------- | --- | - | - | - | ------- | ----- | ------ |
| 1.  | Campinense Clube | 6   | 6 | 0 | 0 | 011:200 | +9    | 12     |
| 2.  | América FC (RN)  | 6   | 4 | 0 | 2 | 009:500 | +4    | 08     |
| 3.  | CS Alagoano      | 6   | 1 | 0 | 5 | 003:800 | −5    | 02     |
| 4.  | América FC (PE)  | 6   | 1 | 0 | 5 | 003:110 | −8    | 02     |

## Finale
Nachdem das Spiel unentschieden geendet hatte, musste die Entscheidung im Elfmeterschießen entschieden werden. Hierbei traten zwei Besonderheiten zu trage. Es wurde pro Klub nur ein Schütze benannt und auch bei einer früheren Entscheidung mussten alle fünf Elfmeter ausgeführt werden.
| Sampaio Corrêa FC                                       | Sampaio Corrêa FC | Campinense Clube | Campinense Clube |
| ------------------------------------------------------- | --- | --- | ---------------- |
| Sampaio Corrêa FC                                       | \| 17. Dezember 1972 in São Luís (Estádio Nhozinho Santos) \| \| Ergebnis: 1:1 (0:1), 5:4 i. E. \| \| Schiedsrichter: Ronald Monassa \|                                       | \| 17. Dezember 1972 in São Luís (Estádio Nhozinho Santos) \| \| Ergebnis: 1:1 (0:1), 5:4 i. E. \| \| Schiedsrichter: Ronald Monassa \| | Campinense Clube |
| Sampaio Corrêa FC                                       | Jurandir - Célio Rodrigues, Neguinho, Nivaldo, Valdecy Lima - Gojoba, Edmílson Leite (Airton) - Lima, Djalma, Pelezinho, Jaldemir (Prado) Cheftrainer: Marçal Tolentino Serra | Olinto - Miro, Ivan Lopes, Deca, Zé Preto - Vavá, Dão - Dinga, Erasmo (Edgar) , Pedrinho, Volmir Cheftrainer: Zé Preto                  | Campinense Clube |
| Sampaio Corrêa FC                                       | 1:1 Pelezinho (89.) | 0:1 Volmir (37.) | Campinense Clube |
| Sampaio Corrêa FC                                       | Elfmeterschießen | | Campinense Clube |
| Sampaio Corrêa FC                                       | 1:1 Neguinho 2:1 Neguinho 3:2 Neguinho 4:3 Neguinho 5:4 Neguinho | 0:1 Ivan Lopes 1:1 Ivan Lopes 2:2 Ivan Lopes 3:3 Ivan Lopes 4:4 Ivan Lopes                                                              | Campinense Clube |
| 17. Dezember 1972 in São Luís (Estádio Nhozinho Santos) | | |                  |
| Ergebnis: 1:1 (0:1), 5:4 i. E.                          | | |                  |
| Schiedsrichter: Ronald Monassa                          | | |                  |

## Abschlusstabelle
Die Tabelle diente lediglich zur Feststellung der Platzierung der einzelnen Mannschaften in der Saison. Sie wurde zeitweise vom Verband auch zur Ermittlung einer ewigen Rangliste herangezogen. Sie setzt sich zusammen aus allen ausgetragenen Spielen. In der Sortierung hat das Erreichen der jeweiligen Finalphase Vorrang vor den erzielten Punkten.
| Pl. | Verein                      | Sp. | S  | U | N | Tore    | Diff. | Punkte |
| --- | --------------------------- | --- | -- | - | - | ------- | ----- | ------ |
| 1.  | Sampaio Corrêa FC           | 17  | 8  | 4 | 5 | 019:800 | +11   | 20     |
| 2.  | Campinense Clube            | 17  | 13 | 1 | 3 | 032:120 | +20   | 27     |
| 3.  | Alagoinhas AC               | 16  | 10 | 3 | 3 | 023:100 | +13   | 23     |
| 4.  | América FC (RN)             | 16  | 9  | 3 | 4 | 024:150 | +9    | 21     |
| 5.  | SE Tiradentes               | 16  | 7  | 4 | 5 | 018:120 | +6    | 18     |
| 6.  | AO Itabaiana                | 16  | 5  | 5 | 6 | 015:150 | ±0    | 15     |
| 7.  | CS Alagoano                 | 14  | 5  | 2 | 7 | 017:190 | −2    | 12     |
| 8.  | América FC (PE)             | 14  | 5  | 2 | 7 | 011:200 | −9    | 12     |
| 9.  | Ríver AC                    | 10  | 5  | 2 | 3 | 014:140 | ±0    | 12     |
| 10. | Ferroviário EC (MA)         | 10  | 4  | 4 | 2 | 012:900 | +3    | 12     |
| 11. | Moto Club de São Luís       | 10  | 4  | 4 | 2 | 008:600 | +2    | 12     |
| 12. | Fortaleza EC                | 10  | 2  | 7 | 1 | 008:900 | −1    | 11     |
| 13. | Central SC                  | 10  | 3  | 4 | 3 | 009:900 | ±0    | 10     |
| 14. | Botafogo FC (PB)            | 8   | 3  | 3 | 2 | 013:800 | +5    | 09     |
| 15. | AD Confiança                | 10  | 2  | 3 | 5 | 010:150 | −5    | 07     |
| 16. | Fluminense de Feira FC      | 9   | 1  | 5 | 3 | 009:160 | −7    | 07     |
| 17. | Guarany SC                  | 10  | 2  | 2 | 6 | 008:150 | −7    | 06     |
| 18. | Alecrim FC                  | 8   | 1  | 4 | 3 | 010:120 | −2    | 06     |
| 19. | EC Flamengo                 | 10  | 1  | 4 | 5 | 009:140 | −5    | 06     |
| 20. | Maguari EC                  | 10  | 2  | 1 | 7 | 007:150 | −8    | 05     |
| 21. | Clube Ferroviário do Recife | 8   | 1  | 3 | 4 | 007:120 | −5    | 05     |
| 22. | AS São Domingos             | 9   | 1  | 2 | 6 | 009:160 | −7    | 04     |
| 23. | Calouros do Ar FC           | 10  | 1  | 2 | 7 | 011:220 | −11   | 04     |